# Le due verità (film 1999)
Le due verità (Forever Mine) è un film del 1999 scritto e diretto da Paul Schrader, e con protagonisti Joseph Fiennes, Ray Liotta, e Gretchen Mol.

## Trama
Alan Riply inizia una relazione con Ella Brice, moglie del potente Mark Brice. Quest'ultimo, venuto a sapere del tradimento della donna, decide di far uccidere Alan. Solo che Alan sopravvive alle ferite: dopo alcuni anni, e dopo aver fatto ricorso alla chirurgia plastica per rendersi irriconoscibile, torna sotto le false vesti di Manuel Esquema per vendicarsi.

## Budget
Il budget stimato per il film è stato di $17.000.000.